# Jordan Staal
Jordan Lee Staal, född 10 september 1988 i Thunder Bay, Ontario, är en kanadensisk professionell ishockeyspelare som spelar för Carolina Hurricanes i NHL. Han spelade tidigare för Pittsburgh Penguins som han vann Stanley Cup med 2009.  I september 2019 utnämndes Staal till lagkapten för Carolina Hurricanes för säsongen 2019-20 och ersatte därmed Justin Williams som tidigare innehade positionen.
Jordan Staal har tre bröder som spelar eller tidigare spelat ishockey på professionell nivå: Eric Staal, Marc Staal och Jared Staal. Eric spelar för Buffalo Sabres, Marc spelar för Detroit Red Wings och Jared tillhörde Carolina Hurricanes organisation men spelade främst i AHL. Också en av Jordans kusiner, Jeff Heerema, har spelat i NHL, även han för Carolina Hurricanes.
2007 var Staal med och vann VM-guld med Kanada i Moskva. Han gjorde 2 assist på 9 matcher i turneringen.
Jordan Staal har rekordet för flest antal mål i numerärt underläge under en säsong av en rookie i NHL. Han gjorde 7 mål i numerärt underläge för Pittsburgh Penguins sin debutsäsong 2006–07.

## Statistik

### Klubbkarriär
| 2004–05    | Peterborough Petes  | OHL        | 66  | 9   | 19  | 28  | 29  | 14 | 5  | 5  | 10 | 16 |
| 2005–06    | Peterborough Petes  | OHL        | 68  | 28  | 40  | 68  | 69  | 19 | 10 | 6  | 16 | 16 |
| 2006–07    | Pittsburgh Penguins | NHL        | 81  | 29  | 13  | 42  | 24  | 5  | 3  | 0  | 3  | 2  |
| 2007–08    | Pittsburgh Penguins | NHL        | 82  | 12  | 16  | 28  | 55  | 20 | 6  | 1  | 7  | 14 |
| 2008–09    | Pittsburgh Penguins | NHL        | 82  | 22  | 27  | 49  | 37  | 24 | 4  | 5  | 9  | 8  |
| 2009–10    | Pittsburgh Penguins | NHL        | 82  | 21  | 28  | 49  | 57  | 11 | 3  | 2  | 5  | 6  |
| 2010–11    | Pittsburgh Penguins | NHL        | 42  | 11  | 19  | 30  | 24  | 7  | 1  | 2  | 3  | 2  |
| 2011–12    | Pittsburgh Penguins | NHL        | 62  | 25  | 25  | 50  | 34  | 6  | 6  | 3  | 9  | 2  |
| 2012–13    | Carolina Hurricanes | NHL        | 48  | 10  | 21  | 31  | 32  | —  | —  | —  | —  | —  |
| 2013–14    | Carolina Hurricanes | NHL        | 82  | 15  | 25  | 40  | 34  | —  | —  | —  | —  | —  |
| 2014–15    | Carolina Hurricanes | NHL        | 46  | 6   | 18  | 24  | 14  | —  | —  | —  | —  | —  |
| 2015–16    | Carolina Hurricanes | NHL        | 82  | 20  | 28  | 48  | 34  | —  | —  | —  | —  | —  |
| 2016–17    | Carolina Hurricanes | NHL        | 75  | 16  | 29  | 45  | 38  | —  | —  | —  | —  | —  |
| 2017–18    | Carolina Hurricanes | NHL        | 79  | 19  | 27  | 46  | 26  | —  | —  | —  | —  | —  |
| 2018–19    | Carolina Hurricanes | NHL        | 50  | 11  | 17  | 28  | 26  | 15 | 4  | 6  | 10 | 8  |
| 2019–20    | Carolina Hurricanes | NHL        | 68  | 8   | 19  | 27  | 40  | 8  | 0  | 0  | 0  | 4  |
| NHL totalt | NHL totalt          | NHL totalt | 961 | 225 | 312 | 537 | 475 | 96 | 27 | 19 | 46 | 46 |

### Internationellt
| År            | Lag            | Turnering     | Resultat      |    | Matcher | Mål | Assist | Poäng | Utv |
| ------------- | -------------- | ------------- | ------------- | -- | ------- | --- | ------ | ----- | --- |
| 2005          | Canada Ontario | U17           | 4:a           | 6  | 3       | 4   | 7      | 4     |     |
| 2006          | Kanada         | IH18          | 1             | 5  | 1       | 1   | 2      | 12    |     |
| 2007          | Kanada         | VM            | 1             | 9  | 0       | 2   | 2      | 0     |     |
| 2013          | Kanada         | VM            | 5:a           | 8  | 1       | 2   | 3      | 4     |     |
| Junior totalt | Junior totalt  | Junior totalt | Junior totalt | 11 | 4       | 5   | 9      | 16    |     |
| Senior totalt | Senior totalt  | Senior totalt | Senior totalt | 17 | 1       | 4   | 5      | 4     |     |